# Maranta longipes
Maranta longipes är en strimbladsväxtart som beskrevs av Karl Moritz Schumann. Maranta longipes ingår i släktet Maranta och familjen strimbladsväxter. Inga underarter finns listade.